# Decastylocarpus perrieri
 Decastylocarpus perrieri  Humbert, 1923 è una pianta angiosperma dicotiledona della famiglia delle Asteraceae. È anche l'unica specie del genere Decastylocarpus Humbert, 1923.

## Etimologia
Il nome scientifico della specie è stato definito per la prima volta dal botanico Jean-Henri Humbert (1887-1967) nella pubblicazione Les Composées de Madagascar. Caen (Compos. Madagascar 30, 31, 280) del 1923. Il nome scientifico del genere è stato definito per la prima volta nella stessa pubblicazione.

## Descrizione
Decastylocarpus perrieri è una erbacee con cicli biologici annuali. Spesso sulla superficie di queste piante sono presenti peli multisettati.
Le foglie sono disposte in modo alterno (raramente sono a spirale o opposte) oppure rosulate (a rosetta). Possono essere sia picciolate che sessili. La lamina in genere è intera, stretta o allargata; la consistenza può essere membranacea. Le venature normalmente sono pennate. I margini sono continui o seghettati. La superficie può essere pubescente ma priva di ghiandole.
L'infiorescenza è formata da pochi capolini subsessili. La struttura dei capolini è quella tipica delle Asteraceae: un peduncolo sorregge un involucro a forma spesso campanulata composto da 35 squame (o brattee) disposte su circa 4 - 5 serie embricate che fanno da protezione al ricettacolo sul quale s'inseriscono i fiori di tipo tubuloso. Le brattee dell'involucro, verdi e persistenti, a volte sono divise in esterne e interne. Il ricettacolo normalmente è sprovvisto di pagliette (ricettacolo nudo).
I fiori (da 25 a 30) sono tetra-ciclici (ossia sono presenti 4 verticilli: calice – corolla – androceo – gineceo) e pentameri (ogni verticillo ha in genere 5 elementi). I fiori sono inoltre ermafroditi e actinomorfi.
- Formula fiorale:

*/x K {\displaystyle \infty }, [C (5), A (5)], G 2 (infero), achenio
- Calice: i sepali del calice sono ridotti ad una coroncina di squame.
- Corolla: la corolla è cosparsa di ghiandole; i lobi sono sericei o spinosi. Il colore varia da blu a bianco.
- Androceo: gli stami sono 5 con filamenti liberi e distinti, mentre le antere sono saldate in un manicotto (o tubo) circondante lo stilo.[11] Le antere sono prive di code e in genere sono prive di ghiandole. Il polline è del tipo tricolporato (con tre aperture sia di tipo a fessura che tipo isodiametrica o poro)[12].
- Gineceo: lo stilo è filiforme con base priva di nodi. Gli stigmi dello stilo sono due lunghi e divergenti; sono sottili, pelosi e con apice acuto. L'ovario è infero uniloculare formato da 2 carpelli. Gli stigmi hanno la superficie stigmatica interna (vicino alla base).[13]

I frutti sono degli acheni con pappo. Gli acheni hanno 10 coste. Sulla superficie degli acheni sono presenti dei tricomi oppure dei tubercoli o ghiandole; all'interno si possono trovare rafidi di tipo subquadrato da corti a elongati; non è presente il tessuto fitomelanina. Il pappo è coroniforme con scaglie dentate.

## Biologia
- Impollinazione: l'impollinazione avviene tramite insetti (impollinazione entomogama tramite farfalle diurne e notturne).
- Riproduzione: la fecondazione avviene fondamentalmente tramite l'impollinazione dei fiori (vedi sopra).
- Dispersione: i semi (gli acheni) cadendo a terra sono successivamente dispersi soprattutto da insetti tipo formiche (disseminazione mirmecoria). In questo tipo di piante avviene anche un altro tipo di dispersione: zoocoria. Infatti gli uncini delle brattee dell'involucro si agganciano ai peli degli animali di passaggio disperdendo così anche su lunghe distanze i semi della pianta.

## Distribuzione e habitat
La specie si trova unicamente nel Madagascar.

## Tassonomia
La famiglia di appartenenza di questa voce (Asteraceae o Compositae, nomen conservandum) probabilmente originaria del Sud America, è la più numerosa del mondo vegetale, comprende oltre 23 000 specie distribuite su 1 535 generi, oppure 22 750 specie e 1 530 generi secondo altre fonti (una delle checklist più aggiornata elenca fino a 1 679 generi). La famiglia attualmente (2021) è divisa in 16 sottofamiglie.

### Filogenesi
Le specie di questo gruppo appartengono alla sottotribù Erlangeinae descritta all'interno della tribù Vernonieae Cass. della sottofamiglia Vernonioideae Lindl.. Questa classificazione è stata ottenuta ultimamente con le analisi del DNA delle varie specie del gruppo. Da un punto di vista filogenetico in base alle ultime analisi sul DNA la tribù Vernonieae è risultata divisa in due grandi cladi: Muovo Mondo e Vecchio Mondo. I generi di Erlangeinae appartengono al subclade relativo all'Africa tropicale e meridionale (l'altro subclade africano comprende anche specie delle Hawaii) frammisti ai generi di altre sottotribù; si tratta quindi di un clade non ancora ben risolto filogeneticamente.
La sottotribù, e quindi i suoi generi, si distingue per i seguenti caratteri:
- le specie della sottotribù sono principalmente di origine Africana;
- nella pubescenza sono presenti peli da asimmetrici a simmetrici a forma di "T";
- alcune specie hanno delle foglie pennate divise in segmenti;
- le infiorescenze in genere non sono sottese alla base da brattee fogliacee;
- il polline varia da triporato a tricolporato;
- gli acheni possono avere da 4 a 12 coste;
- il pappo è cupoliforme.

In precedenza la tribù Vernonieae, e quindi la sottotribù di questo genere, era descritta all'interno della sottofamiglia Cichorioideae.
I caratteri distintivi per le specie di questo genere sono:
- il pappo è formato da corte scaglie;
- il polline tricolporato (non "lophato");
- gli acheni hanno poche setole.